# ソウル大ベンチャータウン駅
ソウル大ベンチャータウン駅（ソウルデベンチャータウンえき）は、大韓民国ソウル特別市冠岳区新林洞にあるソウル軽電鉄新林線の駅。駅番号はS410。

## 歴史
- 2021年9月16日：駅名確定[1]。
- 2022年5月28日：開業。

## 隣の駅
ソウル軽電鉄
●新林線
書院駅 (S409) - ソウル大ベンチャータウン駅 (S410) - 冠岳山駅 (S411)